# 二苯肼
1,2-二苯肼，一种肼衍生物。

## 制备
可由硝基苯与钠汞齐反应得偶氮苯，再用锌还原而得。

## 性质
无色可燃固体，有似樟脑的气味。加热时分解为苯胺、偶氮苯（及一氧化碳、二氧化碳、氮氧化物等）。可被空气氧化为红色的偶氮苯。强酸存在下可发生联苯胺重排。

## 应用
为药物合成中间体，用于保泰松和磺吡酮等的制取。

## 安全
为第二类致癌物质。